# フセイン・モハメド・ファラー・アイディード
フセイン・モハメド・ファラー・アイディード (ソマリ語: Xuseen Maxamed Faarax Caydiid, アラビア語: حسين محمد فارح عيديد, 英語: Hussein Mohamed Farrah Aidid, 1962年8月16日 - ）は、ソマリアの政治家。ソマリア大統領を称した父モハメッド・ファッラ・アイディードの死後、跡を継いで大統領就任を宣言するが、国際的には認められなかった。なお、「アイディード」は姓ではなく、父の個人的なニックネームであるが、フセインは父の死後にこのニックネームも引き継いでいる。ソマリ語、英語、イタリア語を話せる。

## 経歴
1962年8月16日、モハメッド・ファッラ・アイディードの息子としてベレトウェインに生まれる。所属氏族はハウィエ氏族のハバル・ギディル支族。母アスリ・デュバッドはアイディードの4人の妻の一人だった。1980年、母親と同母兄弟5人と共にアメリカ合衆国の南カリフォルニアに移住。1981年にコヴィナ高校を卒業し、ガソリンスタンドに就職。1985年にウェストコビーナで建設関係の会社に就職した。1987年4月にアメリカ第14海兵連隊で砲兵の訓練に参加、その夏に予備役となる。シトラス大学で3年学ぶが学位は修得せず。さらにカリフォルニア大学に進学する。1991年にアメリカ合衆国の市民権を獲得した。
1992年12月9日、国連はソマリアの首都モガディシュで行われているアリ・マフディ・ムハンマド暫定大統領とモハメッド・アイディード将軍との戦闘に介入するため、アメリカ軍を中心とした国連軍を編成していわゆる希望回復作戦を開始。12月12日、アメリカ海兵隊はアイディードとの仲介役として30歳のフセインを呼び戻した。しかし国連軍とアイディードとの仲は修復せず、フセインは翌年1月5日に一旦アメリカに戻った。
帰国後は、定時制の大学に通いながらウェストコビーナで事務員として働いていた。

### 軍閥の長になる
1995年6月、父アイディード将軍がソマリア大統領就任を宣言した。ただし諸外国はもちろん、国内の他の軍閥からも認められなかった。7月、フセインは妻と小さな息子と共にソマリアに帰国。父アイディードの元で、父が率いる軍閥ソマリ国民同盟の後継者として教育を受ける。9月のバイドア攻略を皮切りに、軍指揮者としての活動を開始した。
1996年7月末、父アイディードが射殺される。8月4日にハバル・ギディル氏族の長老会議が行われ、フセインが父の跡を継いで、ソマリ国民同盟の後継者となることが決まった。ソマリア大統領就任も宣言するが、やはりソマリア国内の他の派閥および国外共に認められなかった。
1997年12月22日、フセインは長年の宿敵アリ・マフディ・ムハンマドと和解協定を締結。これはカイロ宣言と呼ばれる。しかし、翌1998年3月20日までは大統領を自称した。

### ソマリア暫定国民政府への反対
2000年7月、ジブチにおいてソマリアの暫定大統領選挙が行われ、アブディカシム・サラ・ハッサンが選出された。ハッサン政権は暫定国民政府と呼ばれるが、フセインはソマリア国民の総意を得ていないとして承認しなかった。
フセインは2001年3月の和平会議に参加するが、その場で自分にはソマリア内戦を悪化させた責任はないと主張。フセインは暫定国民政府に対抗するために、軍閥のソマリ国民同盟、ラハンウェイン抵抗軍を中心にソマリア和解再生評議会を結成。そのリーダーに就任する。
2003年7月には韓国で行われた世界宗教会議に参加した。

### ソマリア暫定連邦政府への参加
2003年7月、ソマリア和解再生評議会は暫定国民政府と和解。
2004年、暫定国民政府に代わり、暫定連邦政府が発足。フセインも参加を表明し、大統領に立候補するが落選した。2005年から、第3副首相および内務長官を担当。
2007年2月、首相がアリー・ムハンマド・ゲーディに代わると、フセインの担当が内務長官から公共事業・住宅長官に変わる。これは降格とみられている。副首相職は継続したが、2007年5月13日に同職を解任された。これは、イスラム法廷会議鎮圧のためエチオピア軍をソマリア国内に入れた政府方針を批判したためとみられる。2008年12月には公共事業・住宅長官職も解任された。